# 1574
1574. је била проста година.

## Смрти

### Мај
- 30. мај — Шарл IX Валоа, француски краљ